# Rijeka Crnojevića
Rijeka Crnojevića (en serbe cyrillique : Ријека Црнојевића) est un village du sud du Monténégro, dans la municipalité de Cetinje.

## Histoire
Rijeka Crnojevića était un des plus gros centres de commerce du Monténégro. Son nom vient de Ivan Crnojevic (Seigneur du Monténégro de 1465 à 1490) qui a déplacé la capitale du Monténégro à Obod, une des montagnes proches de Rijeka.
C'est à proximité de ce village, à Košćele, que le peintre et sculpteur Dado est enterré.

### Répartition de la population par nationalités dans la ville

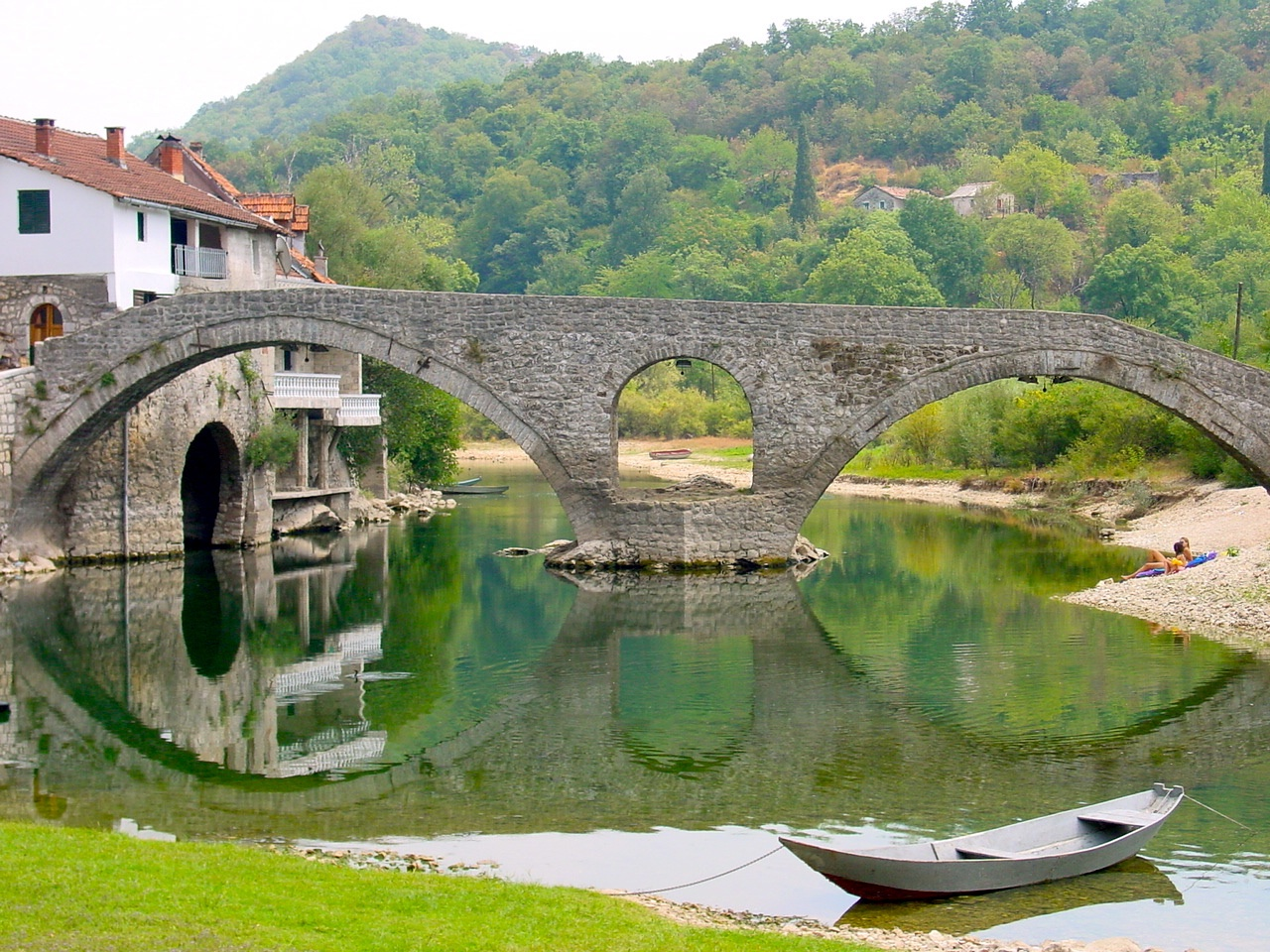
Vieux pont

## Démographie

### Évolution historique de la population[3]
| 1948 | 1953 | 1961 | 1971 | 1981 | 1991 | 2003 |
| ---- | ---- | ---- | ---- | ---- | ---- | ---- |
| 596  | 632  | 804  | 587  | 484  | 327  | 216  |

## Intérêt
La ville est connue pour son vieux pont (Stari most) construit par Danilo Petrović-Njegoš en 1853.